# Parque natural del Desierto de las Palmas
El parque natural del Desierto de Las Palmas es un espacio natural protegido español situado en la provincia de Castellón, Comunidad Valenciana.

## Geografía
Este paraje de 3293 hectáreas fue declarado paraje natural por el gobierno valenciano el 16 de octubre de 1989. Sufrió incendios varias veces, 1985 y 1992, quedando, como resultado, muy poco bosque natural autóctono. El nombre del paraje proviene de la presencia de la orden mendicante carmelita, orden que da este nombre de "desierto" a los espacios dedicados al retiro espiritual (los "Santos Desiertos"). La segunda parte del nombre se debe a la abundancia del palmito (Chamaerops humilis), única palmera endémica de Europa
La sierra se encuentra localizada en la comarca de la Plana Alta, muy cerca de Benicasim.

### Municipios comprendidos
- Benicasim
- Borriol
- Cabanes
- Castellón de la Plana
- Puebla Tornesa

### Orografía

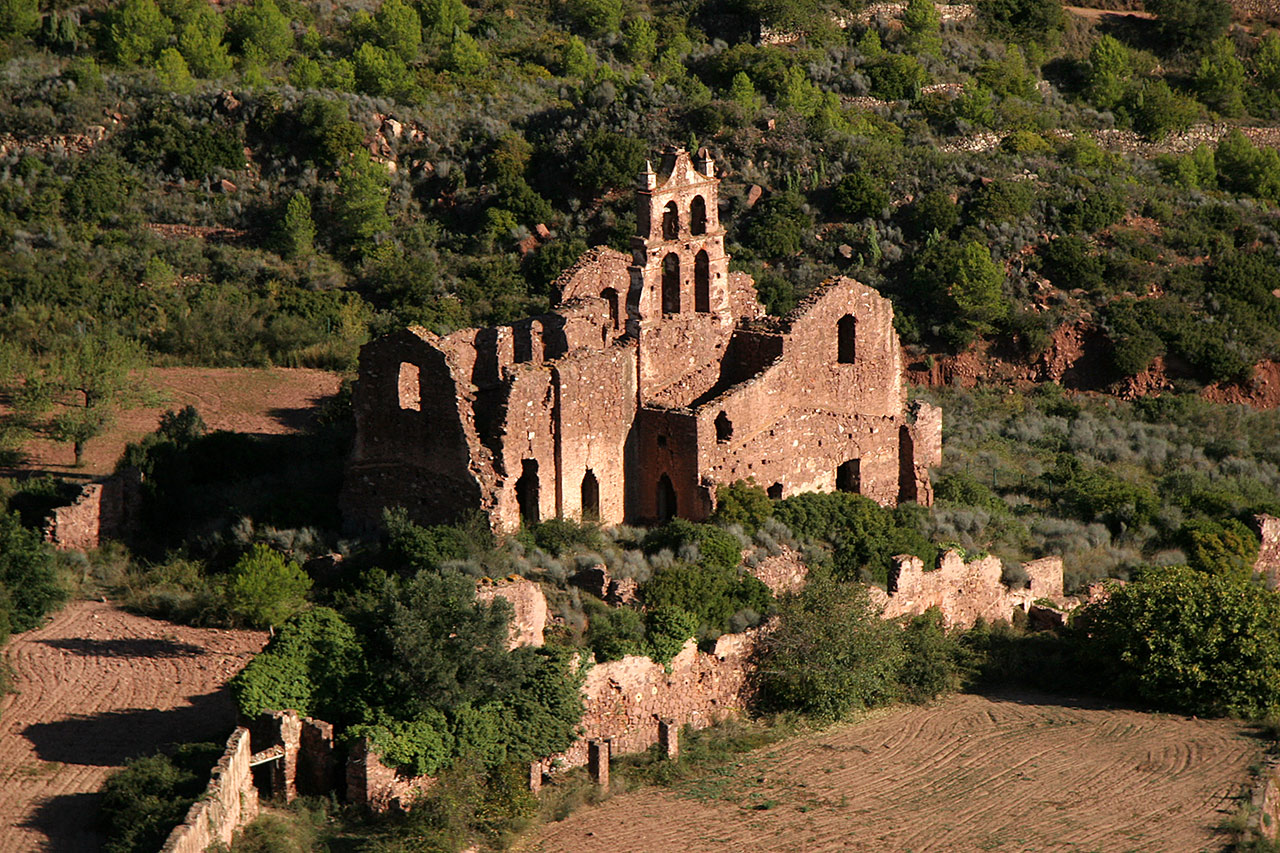
Monasterio antiguo en ruinas

Situada en la zona suroriental de la provincia de Castellón teniendo como altura máxima el pico Bartolo con 729 m s. n. m.
El parque forma parte junto a la cercana sierra de Les Santes de un pliegue anticlinal de materiales del paleozoico. En ella abundan las rocas de rodeno y es uno de los dos únicos lugares de la provincia de Castellón donde abunda la pizarra lo que le otorga una carácter singular dentro de la Comunidad Valenciana.

### Clima
Esta sierra presenta un típico clima mediterráneo con un fuerte período de sequía en verano y con un máximo en otoño.

## Ecosistemas

### Flora
La vegetación del parque natural se encuentra en estado de regeneración debido al grave incendio que lo arrasó en 1992; a pesar de ello sigue siendo muy interesante. La presencia de suelos de rodeno permite la existencia del alcornoque y la carrasca, debido a la absorción de humedad de este tipo de suelo, pero debido a la transformación del ecosistema natural por los incendios y las transformaciones agrarias su presencia ahora es muy escasa. No onstante, aún es posible encontrar matorrales típicos de esta formación boscosa como el madroño, el durillo, el brezo, el torvisco, el aladierno, el rusco, el enebro, el lentisco y por supuesto el palmito. En algunos barrancos orientados al norte existen poblaciones de  quejigos y  roble cerrioides.
En la actualidad la mayor superficie arbolada está compuesta por el pino rodeno y el pino carrasco pero la política de reforestación pretende sustituir paulatinamente estos pinos por los primitivos alcornocales y carrascales.

### Fauna

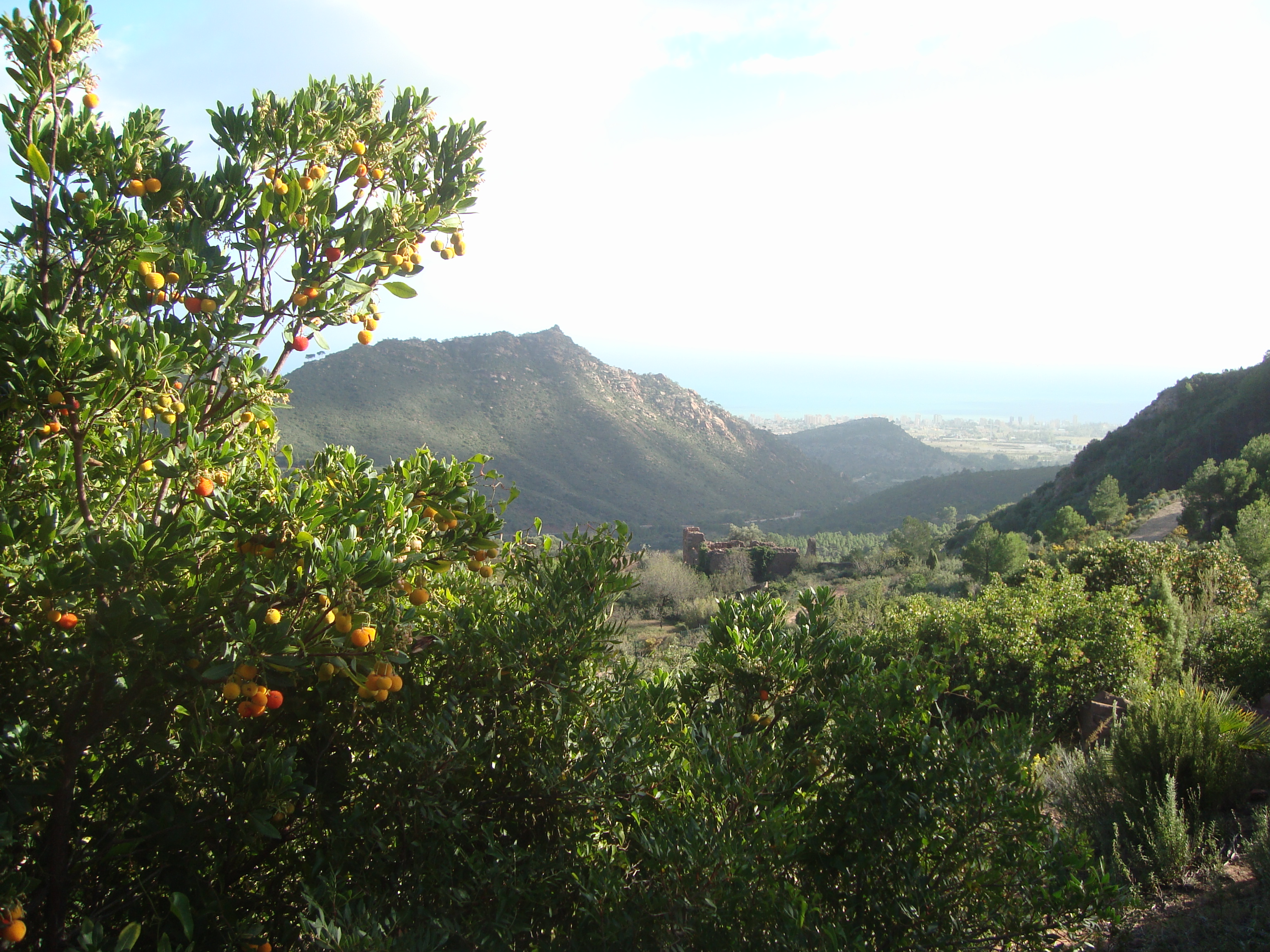
Madroño

La fauna de la sierra es variada destacando el sapo partero, el lagarto ocelado, el eslizón ibérico la culebra de escalera entre los reptiles y anfibios.
La avifauna es muy rica destacando el águila perdicera, el cernícalo, el gavilán, el autillo, el mochuelo, el búho chico o el búho real entre las rapaces.
También son comunes la perdiz, la tórtola, la curruca, la collalba rubia, el torcecuello o el cuervo.
Los mamíferos no son la fauna principal, pero el parque tampoco está exento de estos. La mayoría son representantes del bosque mediterráneo, como el zorro, el jabalí, la ardilla, la jineta y la garduña.

## Parajes de interés

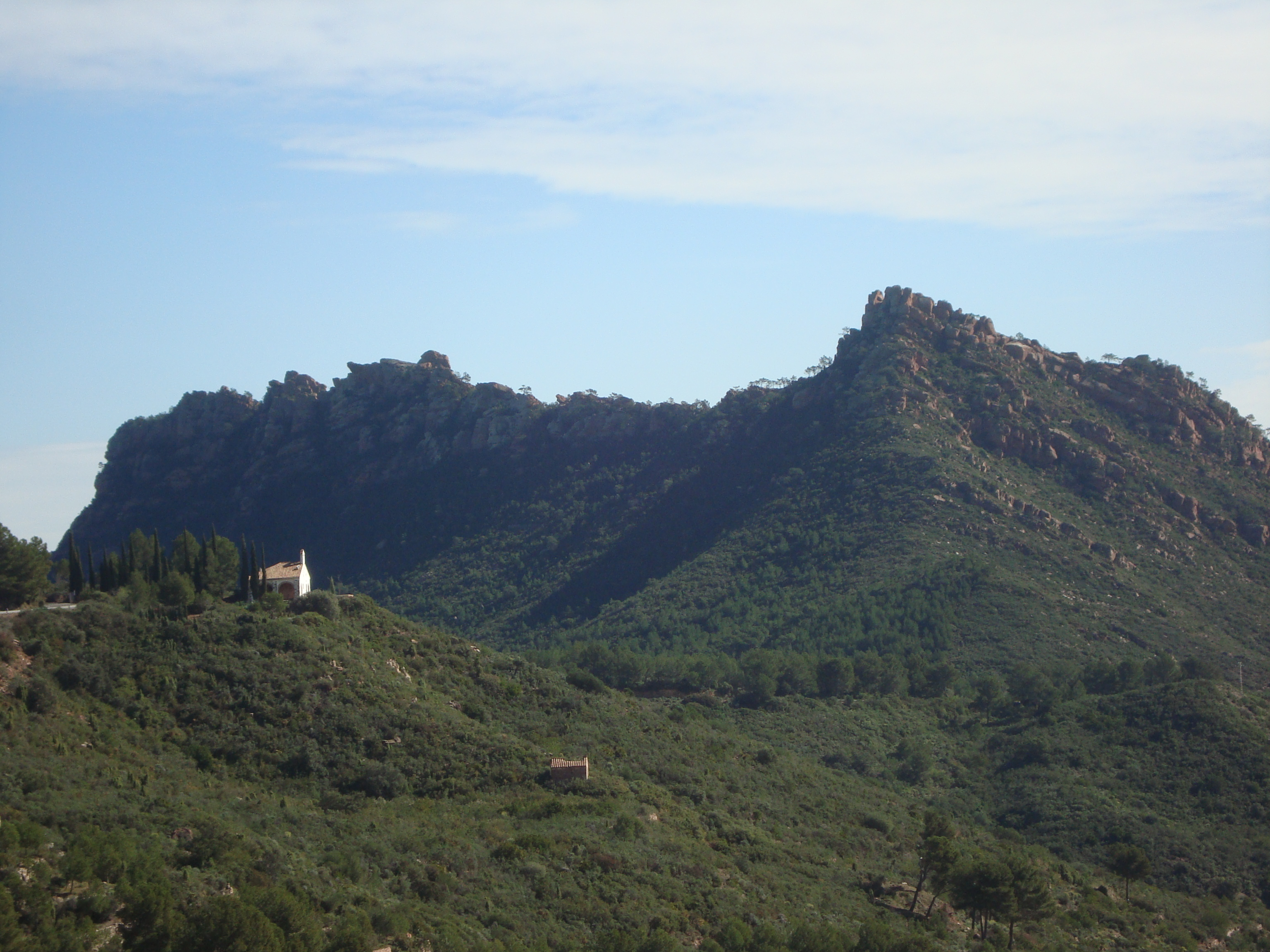
Las Agujas de Santa Águeda, Parque Natural del Desierto de Las Palmas, Castellón.

La presencia de la orden carmelita ha dotado al parque de dos importantes monumentos como son el Monasterio antiguo (en ruinas) (siglo XVII-XVIII) y el Monasterio nuevo (siglo XVIII); también diseminadas en el paraje se hallan varias ermitas (ss. XVIII-XX).
Además en el parque hay una serie de importantes ruinas como son el Castillo de Montornés y el de Miravet y la Ermita de Les Santes. También es destacable (ya fuera del parque, pero muy próximos a él) la presencia del Castell Vell y la ermita de la Magdalena, lugar donde estaba el antiguo emplazamiento de Castellón de la Plana y al que acuden los vecinos de la capital en romería durante las fiestas de la Magdalena en conmemoración de la fundación de la ciudad. Existe una Romería anual a la Cruz de Bartolo en el que se sube desde Castellón de la Plana cada último domingo de octubre.

## Accesos
Al estar situado tan cerca de la capital provincial, su acceso es muy sencillo. Para ello es recomendable la carretera CV-147 que se interna en el parque a la que se puede llegar a partir de la AP-7 y la N-340 a la altura de Benicasim, dos importantes ejes que recorren la provincia de norte a sur de forma paralela al mar.